# Isoperla viridinervis
Isoperla viridinervis és una espècie d'insecte plecòpter pertanyent a la família dels perlòdids.

## Alimentació
- Les larves són bàsicament carnívores i es nodreixen sobretot de Baetidae i Diamesinae.[6]

## Hàbitat
En el seu estadi immadur és aquàtic i viu a l'aigua dolça, mentre que com a adult és terrestre i volador.

## Distribució geogràfica
Es troba a Europa: França i Espanya.